# Retour à Reims (Fragments)
Pour plus de détails, voir Fiche technique et Distribution.
Retour à Reims (Fragments) est un film français réalisé par Jean-Gabriel Périot et sorti en 2021. C'est une adaptation libre de Retour à Reims, l'essai autobiographique de Didier Eribon publié en 2009. Il est lauréat du César du meilleur film documentaire en 2023.

## Conception du film
Le documentaire reprend certains passages de l'essai de Didier Eribon et illustre son propos par l'utilisation et le montage d'images d'archives de différentes natures (reportages, films de fiction, films militants) sur l'histoire ouvrière, datant des années 1930 jusqu'au début du XXIe siècle.
Les passages sélectionnés par Jean-Gabriel Périot sont essentiellement ceux consacrés à la mère et à la grand-mère d'Eribon,,. Le texte est lu par Adèle Haenel, qui fait fonction de narratrice.

## Fiche technique
- Titre français : Retour à Reims (Fragments)
- Réalisateur : Jean-Gabriel Périot
- Scénario : Jean-Gabriel Périot, d'après le livre Retour à Reims de Didier Eribon
- Musique : Michel Cloup
- Photographie : Julia Mingo
- Son : Yolande Decarsin, Xavier Thibault et Laure Arto
- Montage : Jean-Gabriel Périot
- Société de production : Les Films de Pierre
- Pays de production :  France
- Langue originale : français
- Durée : 83 minutes
- Genre : documentaire
- Dates de sortie :
  - France : juillet 2021 (festival de Cannes, sélection Quinzaine des réalisateurs) ; 16 novembre 2021 (première diffusion télévisée sur Arte) ; 30 mars 2022 (sortie nationale en salles)

## Distribution
- Adèle Haenel : narratrice[1]
- Dans les images d'archives : 
  - Jacques Duclos
  - Lionel Jospin
  - Jean-Marie Le Pen
  - Georges Marchais
  - François Mitterrand

## Production
Dans Retour à Reims (Fragments) sont utilisés des extraits des films suivants[réf. à confirmer] :

## Distinctions

### Récompense
- César 2023 : Meilleur film documentaire[5]

### Sélection
- Festival de Cannes 2021 : Quinzaine des réalisateurs[6]